# Гибсон, Роберт
Ро́берт Майкл «Роб» Ги́бсон (англ. Robert Michael "Rob" Gibson; род. 2 февраля 1986, Кингстон, Онтарио) — канадский гребец, выступавший за сборную Канады по академической гребле в период 2004—2016 годов. Серебряный призёр летних Олимпийских игр в Лондоне, чемпион Панамериканских игр в Торонто, серебряный и бронзовый призёр чемпионатов мира, победитель и призёр многих регат национального значения.

## Биография
Роберт Гибсон родился 2 февраля 1986 года в городе Кингстон провинции Онтарио.
Увлёкся спортом под впечатлением от выступления своего земляка триатлониста Саймона Уитфилда на Олимпиаде 2000 года в Сиднее — захотел так же представлять Канаду на Олимпийских играх. Начал заниматься академической греблей в возрасте шестнадцати лет в 2002 году, проходил подготовку в местном одноимённом клубе «Кингстон». Позже состоял в гребной команде «Вашингтон Хаскис» во время учёбы в Вашингтонском университете в Сиэтле, неоднократно принимал участие в различных студенческих регатах, в частности становился чемпионом конференции PAC-10 и победителем чемпионата Межуниверситетской гребной ассоциации (IRA). Окончил университет в 2009 году, получив степень бакалавра искусств в области географии.
Впервые заявил о себе в гребле на международном уровне в сезоне 2004 года, когда вошёл в состав канадской национальной сборной и побывал на юниорском чемпионате мира в Баньолесе, откуда привёз награду бронзового достоинства, выигранную в зачёте распашных рулевых четвёрок.
В 2006 году в восьмёрках одержал победу на молодёжном мировом первенстве в Хазевинкеле, тогда как на взрослом чемпионате мира в Итоне стал серебряным призёром в рулевых четвёрках, уступив в финале только экипажу из Германии.
Присутствовал в качестве запасного гребца на летних Олимпийских играх 2008 года в Пекине, однако в итоге ему так и не довелось выйти здесь на старт.
В 2009 году в восьмёрках выиграл серебряные медали на этапе Кубка мира в Люцерне и на мировом первенстве в Познани.
На чемпионате мира 2010 года в Карапиро занял среди восьмёрок итоговое седьмое место.
В 2011 году в восьмёрках взял бронзу на мировом первенстве в Бледе.
Благодаря череде удачных выступлений удостоился права защищать честь страны на Олимпийских играх 2012 года в Лондоне. В программе восьмёрок финишировал в решающем заезде вторым позади экипажа из Германии и тем самым завоевал серебряную олимпийскую медаль.
После лондонской Олимпиады Гибсон остался в составе гребной команды Канады и продолжил принимать участие в крупнейших международных регатах. Так, в безрульных четвёрках он выступал на чемпионатах мира 2013 года в Чхунджу и 2014 года в Амстердаме, тем не менее, попасть в число призёров не смог.
В 2015 году в парных четвёрках стал бронзовым призёром этапа Кубка мира в Варезе и финишировал пятым на мировом первенстве в Эгбелете. Отметился выступлением на домашних Панамериканских играх в Торонто, где выиграл серебряную медаль в парных одиночках и победил в парных четвёрках.
Одержал победу на Европейской и финальной олимпийской квалификационной регате FISA в Люцерне и тем самым прошёл отбор на Олимпийские игры 2016 года в Рио-де-Жанейро. В программе парных четвёрок сумел квалифицироваться лишь в утешительный финал В и расположился в итоговом протоколе соревнований на восьмой строке. Вскоре по окончании этой Олимпиады принял решение завершить карьеру профессионального спортсмена.